# Boussac (Lot)
Boussac település Franciaországban, Lot megyében. Lakosainak száma 182 fő (2022. január 1.). Boussac Béduer, Cambes, Camboulit és Corn községekkel határos.

## Népesség
A település népességének változása:
| Lakosok száma | 140  | 145  | 154  | 174  | 188  | 188  | 185  | 182  | 180  | 182  |
|               | 1968 | 1982 | 1990 | 2006 | 2013 | 2015 | 2017 | 2019 | 2020 | 2022 |